# Ixia pumilio
Ixia pumilio är en irisväxtart som beskrevs av Peter Goldblatt och Deirdré Anne Snijman. Ixia pumilio ingår i släktet Ixia och familjen irisväxter. Inga underarter finns listade i Catalogue of Life.